# Episodi di Casualty (quindicesima stagione)
La quindicesima stagione della serie televisiva Casualty è stata trasmessa in anteprima nel Regno Unito da BBC One tra il 16 settembre 2000 e il 28 aprile 2001.
| nº | Titolo originale                  | Titolo italiano | Prima TV UK       | Prima TV Italia |
| -- | --------------------------------- | --------------- | ----------------- | --------------- |
| 1  | Phoenix                           |                 | 16 settembre 2000 |                 |
| 2  | Accidents Happen                  |                 | 23 settembre 2000 |                 |
| 3  | Getting to Know You               |                 | 30 settembre 2000 |                 |
| 4  | Too Tight to Mention              |                 | 7 ottobre 2000    |                 |
| 5  | Choked (Part 1)                   |                 | 14 ottobre 2000   |                 |
| 6  | Choked (Part 2)                   |                 | 15 ottobre 2000   |                 |
| 7  | Travelling Light                  |                 | 21 ottobre 2000   |                 |
| 8  | Sympathy for the Devil            |                 | 22 ottobre 2000   |                 |
| 9  | No More Mr Nice Guy               |                 | 28 ottobre 2000   |                 |
| 10 | States of Shock                   |                 | 4 novembre 2000   |                 |
| 11 | Marking Time                      |                 | 11 novembre 2000  |                 |
| 12 | Starting Over                     |                 | 18 novembre 2000  |                 |
| 13 | If You Go Down to the Wards Today |                 | 25 novembre 2000  |                 |
| 14 | Coming Clean                      |                 | 2 dicembre 2000   |                 |
| 15 | Chinese Whispers                  |                 | 9 dicembre 2000   |                 |
| 16 | A Turn of the Scrooge             |                 | 16 dicembre 2000  |                 |
| 17 | Merry Christmas Dr Spiller        |                 | 23 dicembre 2000  |                 |
| 18 | Epiphany                          |                 | 30 dicembre 2000  |                 |
| 19 | On the Edge                       |                 | 6 gennaio 2001    |                 |
| 20 | Girl Power                        |                 | 13 gennaio 2001   |                 |
| 21 | Heart of Gold                     |                 | 20 gennaio 2001   |                 |
| 22 | Better Safe Than Sorry            |                 | 27 gennaio 2001   |                 |
| 23 | Something from the Heart          |                 | 2 febbraio 2001   |                 |
| 24 | Big Mistake                       |                 | 3 febbraio 2001   |                 |
| 25 | Ambulance Chaser                  |                 | 10 febbraio 2001  |                 |
| 26 | Scent of the Roses                |                 | 17 febbraio 2001  |                 |
| 27 | Breaking Point                    |                 | 24 febbraio 2001  |                 |
| 28 | Lost and Found                    |                 | 3 marzo 2001      |                 |
| 29 | Kindness of Strangers             |                 | 10 marzo 2001     |                 |
| 30 | Only You                          |                 | 17 marzo 2001     |                 |
| 31 | Allied Forces                     |                 | 24 marzo 2001     |                 |
| 32 | Heroes and Villains               |                 | 31 marzo 2001     |                 |
| 33 | The Long Road Home                |                 | 7 aprile 2001     |                 |
| 34 | Mix and Match                     |                 | 14 aprile 2001    |                 |
| 35 | Breaking the Spell (Part 1)       |                 | 21 aprile 2001    |                 |
| 36 | Breaking the Spell (Part 2)       |                 | 28 aprile 2001    |                 |